# Ștukoveț, Turka
Ștukoveț (în ucraineană Штуковець) este un sat în comuna Nîjnie Vîsoțke din raionul Turka, regiunea Liov, Ucraina.

## Demografie
Componența lingvistică a localității Ștukoveț
     Ucraineană (100%)
Conform recensământului din 2001, toată populația localității Ștukoveț era vorbitoare de ucraineană (100%).